# St. Nikolaus (Eiberg)

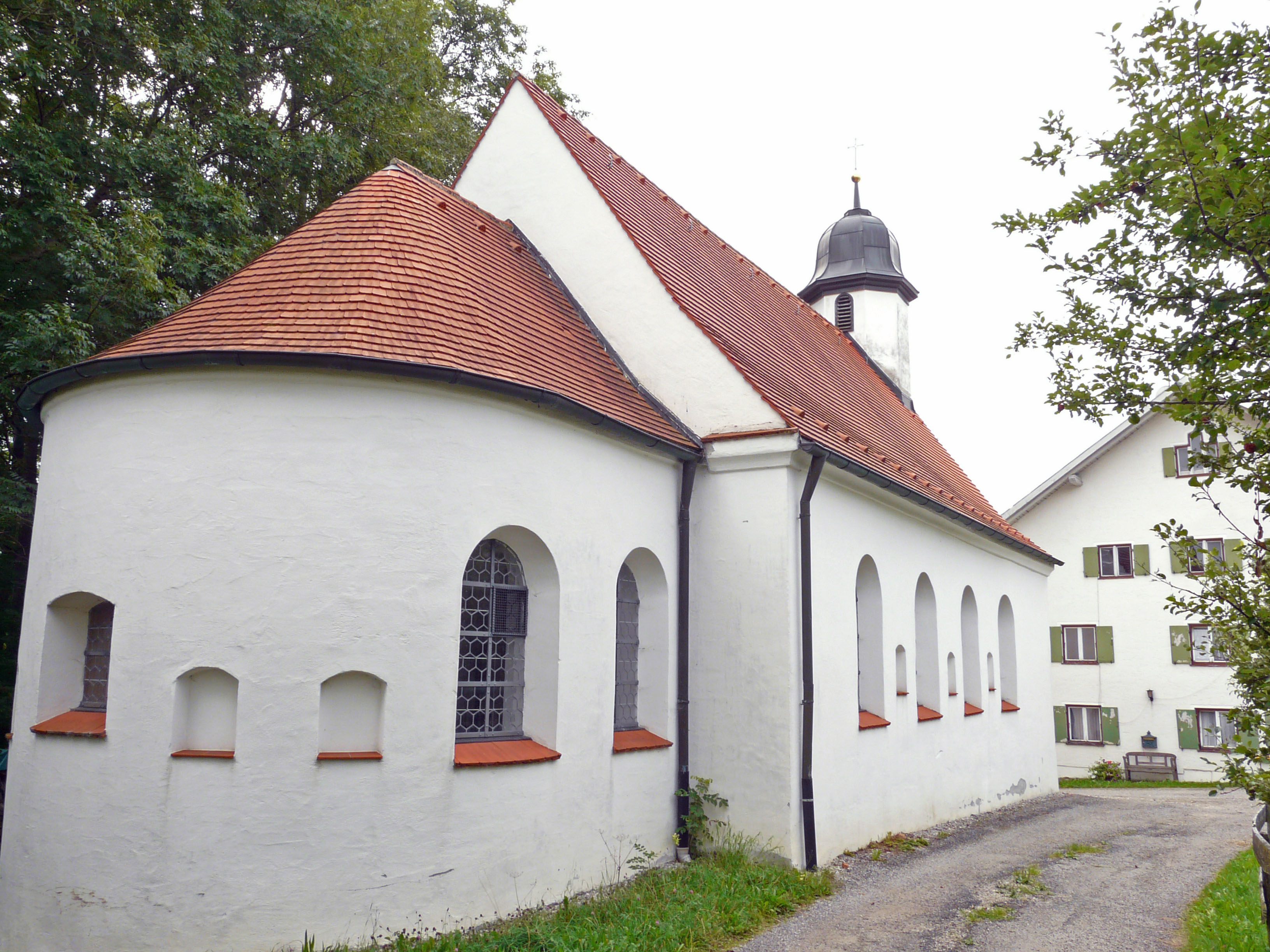
St. Nikolaus in Eiberg

Die römisch-katholische Kapelle St. Nikolaus steht in Eiberg, einem Gemeindeteil des Marktes Irsee im schwäbischen Landkreis Ostallgäu in Bayern. Das denkmalgeschützte Bauwerk ist in der Liste der Baudenkmäler in Irsee unter der Nr. D-7-77-139-20 eingetragen.

## Beschreibung
Eine erste Holzkirche wurde um 1180 von einem Einsiedler errichtet. Eine steinerne Kapelle wurde 1473 gebaut und 1741/46 unter dem Reichsabt Bernhard Beck, dessen Wappen sich über dem Chorbogen befindet, erneuert. Sie besteht aus einem Langhaus und einem halbrund geschlossenen Chor im Norden. Der Fassade im Süden wurde 1886 ein achteckiger Dachreiter aufgesetzt, der den Glockenstuhl beherbergt, und der mit einer Glockenhaube bedeckt ist. Zwischen den Bogenfenstern befinden sich außen Nischen, in denen sich ursprünglich die Kreuzwegstationen befanden. 
Der Innenraum des Langhauses ist mit einer Flachdecke überspannt, der des Chors mit einem Stichkappengewölbe. Zur Kirchenausstattung gehört ein von Säulen flankierter Hochaltar, auf dessen Altarretabel sich ein Gnadenbild befindet, das aus der Erzdiözese Salzburg stammt.